# Ríos de Baracoa
Baracoa está plagada de aguas, por doquier que se mire se verá un asomo de ríos, arroyos, cañadas, las características típicas de la región y el complejo relieve orográfico le facilita poseer la mayor red hidrográfica de Cuba hasta el punto de alcanzar una densidad de hasta 8 kilómetros de cauce por cada km² de su superficie, la cuenca del río Toa es la más importante del país, así mismo existen las cuencas del río Duaba, Miel y Yumurí.
El potencial hidráulico total de la región es de los más elevados del país y se calcula que asciende a más de 3000 millones de m³, correspondiendo la mayor parte a las aguas superficiales, ya que las subterráneas son escasas producto a las características del relieve y a la naturaleza poco permeable de las rocas del subsuelo, existen 29 cuencas hidrográficas de interés, la más importantes de ellas, la cuenca del Toa. 
Trece ríos y arroyos atraviesan la región con sus características distintivas, en general son de corto cauce, gran caudal y de marcadas pendientes, en su mayoría se caracterizan por la presencia de los llamados "tibaracones", una vegetación sorprendente, la cual es más tupida mientras más se alejan de la población, en sus fondos es común los cantos redondos y asentamientos poblacionales en sus riveras.
El elevado valor paisajístico, la limpieza y transparencias de sus aguas y la biodiversidad de su fauna hacen de los ríos de Baracoa una interesante atracción turística tanto para el visitante extranjero como para el nativo. 

## Toa

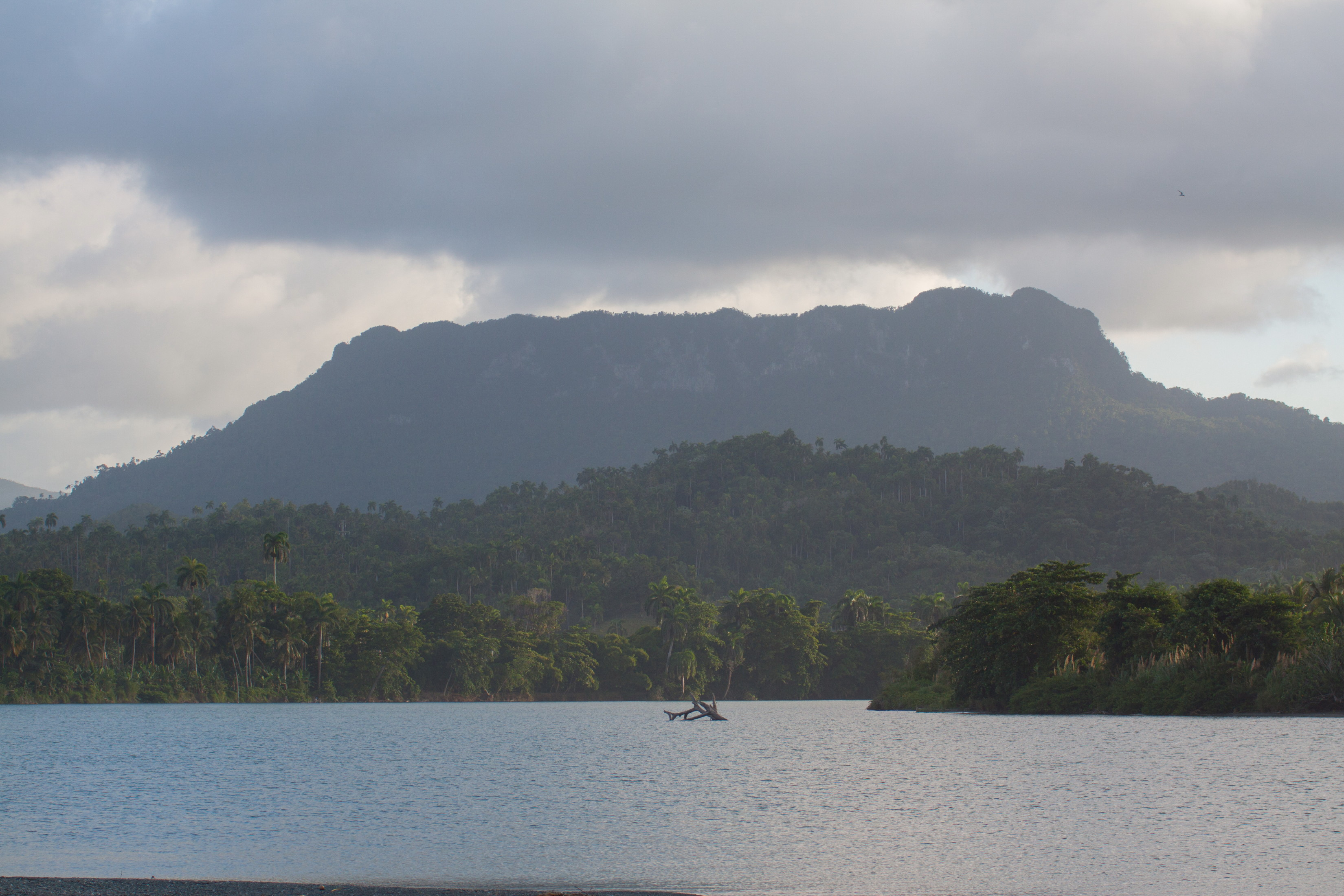
Desembocadura de Río Toa. Al fondo El Yunque

"Toa", proviene de una voz indígena que significa rana, es el más caudaloso de la isla de Cuba y es en su gran mayoría muy profundo, corre entre montañas, posee una gran pendiente a lo largo de su perfil longitudinario, con varias cascadas, la mayor de las cuales (El Saltadero) mide 17 m de altura, es navegable hasta las proximidades del asentamiento de Quiviján a unos 19 km de su desembocadura, debido a su espesa vegetación circundante y la fauna de sus alrededores se le ha dado en llamar "el amazonas de Cuba", nace en las Cuchillas Nipe-Sagua-Baracoa, con una longitud total de 130 km y una cuenca de 1060 km², la lluvia media anual de esta zona es de 2800 mm, la más elevada del país, debido a su intrincado territorio es la más conservada y considerada como la mayor fábrica de agua para la isla de Cuba.

## Duaba
Localizado en la zona de Duaba, a unos pocos kilómetros de la ciudad de Baracoa, corre a los pies del Yunque y se extiende unos 30 km desde su nacimiento en la región de Guantánamo, su cauce es abundante y zigzagueante orientado suroeste noroeste y de aguas cristalinas pues se desliza entre montañas en una región de flora exuberante, en las proximidades de su desembocadura forma un tibaracón y en sus inmediaciones se encuentra una playa de origen fluvial de igual nombre.

## Miel

Río de Miel o Miel, tomada en el puente del mismo nombre

Ocupa una cuenca de más del 17% del territorio del municipio y se expande por 171.2 km², está orientado de Suroeste al Noroeste y tiene varios afluentes, el más significativo es el río de las Minas, que se destaca por la extracción de áridos, posee un módulo de escurrimiento hiperanual de 38.1 l/seg/km², considerado de los más altos en la provincia después de los de la cuenca Río Toa.

## Yumurí

Cañón del río Yumurí

Nace en el municipio de Imias y zigzaguea en las montañas de esa zona por 54.2 kilómetros, posee un curso navegable de 250 m con la peculiaridad que ha formado un estrecho cañón de 220 metros de profundidad, con paredes de unos 200 metros de altura, que se extiende hacia el interior hasta unos 4 kilómetros. Divide las Cuchillas de Baracoa de las terrazas de Maisí.
Conjuntamente con el Toa, Duaba, constituye uno de los sitios de mayor valor paisajístico de la geografía cubana y de más alta biodiversidad y endemismo de la región.

## Macaguanigua
Fluye casi paralelo al río Duaba, de suroeste a noroeste y desemboca en la Bahía de Baracoa,  en sus márgenes está asentada parte de la población urbana de la ciudad no siendo navegable.
Presenta un tibaracón similar a otros ríos de la región.

## Nibujón
Situado entre la Bahía de Taco y Cayoguaneque, al sudoeste de su desembocadura se extiende una pequeña playa y al este una costa abrasiva, es navegable hasta 500 m de su desembocadura.

## Mata
Desemboca en la bahía del mismo nombre, su curso es navegable hasta 1.5 km de su desembocadura y posee un plano de innundación amplio.